# Alice Powell
Alice Elizabeth Fraser Powell (Oxford, 26 gennaio 1993) è una pilota automobilistica britannica, che ha disputato tre stagioni nella W Series (2019, 2021 e 2022), classificandosi terza, seconda e terza nel mondiale. Attualmente è il pilota di sviluppo del team Envision Racing in Formula E.

## Biografia
Nel 2014 è stata inserita dalla BBC nella neonata serie 100 Women, che si occupa di designare annualmente le cento donne più influenti dell'anno a livello globale.

## Carriera

### Gli inizi e la Formula Renault
Alice Powell nasce ad Oxford ed è qui che impara a guidare all'età di sei anni, per poi iniziare la sua carriera nel karting due anni più tardi.
Nel 2009, a 16 anni, guida nel campionato britannico Michelin Formula Renault, diventando la più giovane donna in una gara della Formula Renault.
Nel corso della stagione 2010 Powell diventa la prima donna a vincere una corsa della suddetta manifestazione e, a fine anno, si rivelerà inoltre la prima donna a vincere un campionato della Formula Renault.
La stagione 2011 non riesce altrettanto prolifica, siccome Alice chiude al nono posto nel ranking.

### GP3 Series
Il 15 giugno 2012, dopo appena due test effettuati, la Status Grand Prix annuncia che Powell correrà per il team nel corso della stagione 2012 della GP3 Series.
Il 9 settembre dello stesso anno chiude all'ottavo posto il Gran Premio di Monza, fregiandosi così anche del primato di prima donna a realizzare punti in questa competizione, e affermandosi al 19º posto in classifica su 31 piloti in totale.

### Formula 3
Alice compare come pilota ospite nella F3 Cup del 2013, esordendo a Silverstone nel mese di maggio a bordo in una Dallara F306, ma senza andare oltre il 17º posto in gara 3.
Sempre nel 2013 corre la MotorSport Vision Formula Three Cup, chiudendo il torneo in seconda posizione dietro al compagno di squadra Alex Craven, per il team Mark Bailey Racing.

### Il sogno Formula 1
Il 12 novembre 2014 la pilota britannica dichiara l'intenzione di aprire una raccolta fondi, al fine di poter correre l'ultimo GP stagionale del massimo campionato automobilistico ad Abu Dhabi. Alla raccolta fondi partecipa anche suo nonno, donando 35mila sterline.
Il costruttore Caterham si era detto intenzionato a sposarne il desiderio, tuttavia Powell decide di tornare sui propri passi e abbandonare il sogno, poiché non si riteneva in grado di ottenere la licenza di guida per la Formula 1.

### W Series
Alice Powell partecipa alla W Series sin dalla creazione di quello che è il primo campionato ufficiale automobilistico riservato alle persone di sesso femminile, finendo terza in classifica con 76 punti, frutto di una vittoria e di altri quattro podi in sette gare.
Nel 2020 il mondiale è annullato a causa della pandemia di COVID-19, ma nel 2021 la pilota riscenderà in pista con la Racing X, vincendo tre GP e terminando la stagione da vice campionessa mondiale, dietro alla connazionale Jamie Chadwick.
Nel 2022 chiude nuovamente il torneo al terzo posto, vincendo un solo Gran Premio (il penultimo dei sette, in Ungheria, e affermandosi altre tre volte sul podio).

### Formula E
Nel 2020 la Formula E annuncia che Powell prenderà parte al Rookie Test successivo all'E-Prix di Marrakech 2020, guidando per Envision Virgin Racing.
A partire dal 2021, oltre a correre in W Series, Alice Powell è pilota di sviluppo per l'Envision Virgin Racing, team per cui guida i simulatori.
Il 13 maggio 2024 disputa nuovamente un Rookie test sul circuito cittadino di Berlino, successivamente all'E-Prix berlinese.

## Risultati

### Riassunto della carriera
| Stagione | Serie                                               | Team                                      | Gare               | Vitorie            | Pole               | G.V.               | Podi               | Punti              | Posizione          |
| -------- | --------------------------------------------------- | ----------------------------------------- | ------------------ | ------------------ | ------------------ | ------------------ | ------------------ | ------------------ | ------------------ |
| 2007     | Ginetta Junior Championship                         | Tockwith Motorsport                       | 11                 | 0                  | 0                  | 0                  | 0                  | 62                 | 16°                |
| 2007     | Ginetta Junior Winter Series                        | Tockwith Motorsport                       | 3                  | 0                  | 0                  | 0                  | 0                  | ?                  | 5°                 |
| 2008     | Ginetta Junior Championship                         | Tockwith Motorsport/Muzz Racing           | 24                 | 0                  | 0                  | 0                  | 4                  | 326                | 9°                 |
| 2009     | Formula Renault UK                                  | Manor Competition                         | 20                 | 0                  | 0                  | 0                  | 0                  | 88                 | 18°                |
| 2009     | Formula Palmer Audi                                 | Motorsport Vision                         | 3                  | 0                  | 0                  | 0                  | 0                  | 33                 | 25°                |
| 2010     | Formula Renault BARC                                | Hillspeed                                 | 12                 | 2                  | 2                  | 0                  | 7                  | 288                | 1°                 |
| 2010     | Formula Renault UK Winter Series                    | Manor Competition                         | 7                  | 0                  | 0                  | 0                  | 0                  | 53                 | 12°                |
| 2010     | Ginetta G50 Cup                                     | Tockwith                                  | 14                 | 0                  | 0                  | 0                  | 0                  | 163                | 16°                |
| 2010     | Ginetta G50 Cup                                     | CDR                                       | 3                  | 0                  | 0                  | 0                  | 0                  | 163                | 16°                |
| 2011     | Formula Renault UK                                  | Manor Competition                         | 20                 | 0                  | 0                  | 0                  | 0                  | 258                | 9°                 |
| 2011     | Formula Renault 2.0 NEC                             | SL Formula Racing                         | 2                  | 0                  | 0                  | 0                  | 0                  | 24                 | 35°                |
| 2011     | MRF Formula 1600 Delhi                              | ?                                         | 2                  | 0                  | 0                  | 0                  | 2                  | 33                 | 2°                 |
| 2011     | InterSteps Championship                             | Motaworld                                 | 1                  | 0                  | 0                  | 0                  | 0                  | 12                 | 14°                |
| 2012     | GP3 Series                                          | Status Grand Prix                         | 16                 | 0                  | 0                  | 0                  | 0                  | 1                  | 19°                |
| 2012     | Formula Ford 1600 – Walter Hayes Trophy             | ?                                         | 1                  | 0                  | 0                  | 0                  | 0                  | N/A                | 12°                |
| 2012–13  | MRF Challenge Formula 2000                          | MRF Racing                                | 10                 | 0                  | 0                  | 1                  | 2                  | 79                 | 5°                 |
| 2013     | GP3 Series                                          | Bamboo Engineering                        | 2                  | 0                  | 0                  | 0                  | 0                  | 0                  | 31°                |
| 2013     | MSV F3 Cup – Class A                                | Mark Bailey Racing                        | 18                 | 5                  | 1                  | 11                 | 8                  | 396                | 2°                 |
| 2013     | British Formula 3 International Series – National B | Mark Bailey Racing                        | 3                  | 2                  | 2                  | 3                  | 2                  | 0                  | NC *               |
| 2014     | Asian Formula Renault Series – International Class  | FRD Racing Team                           | 11                 | 5                  | 5                  | 1                  | 9                  | 242                | 1°                 |
| 2014     | British Formula 3 International Series              | Carlin Motorsport                         | 3                  | 0                  | 0                  | 0                  | 1                  | 16                 | 15°                |
| 2014     | MSV F3 Cup – Cup Class                              | Mark Bailey Racing                        | 4                  | 2                  | 1                  | 1                  | 4                  | 116                | 11°                |
| 2015     | Silverstone 24 Hours – Class 3                      | Andrew Palmer                             | 1                  | 0                  | 0                  | 0                  | 0                  | N/A                | 4°                 |
| 2015–16  | MRF Challenge Formula 2000                          | MRF Racing                                | 4                  | 0                  | 0                  | 0                  | 0                  | 9                  | 18°                |
| 2018–19  | Jaguar I-Pace eTrophy                               | Jaguar VIP Car                            | 1                  | 0                  | 0                  | 0                  | 0                  | 0                  | NC *               |
| 2019     | W Series                                            | Hitech GP                                 | 6                  | 1                  | 0                  | 0                  | 4                  | 76                 | 3°                 |
| 2019     | WeatherTech SportsCar Championship – GTD            | Heinricher Racing with Meyer Shank Racing | 1                  | 0                  | 0                  | 0                  | 0                  | 19                 | 59°                |
| 2019–20  | Jaguar I-Pace eTrophy                               | Jaguar ran racing eTROPHY Team Germany    | 10                 | 0                  | 0                  | 1                  | 2                  | 70                 | 4°                 |
| 2019–20  | Formula E                                           | Envision Virgin Racing                    | Test driver        | Test driver        | Test driver        | Test driver        | Test driver        | Test driver        | Test driver        |
| 2020–21  | Formula E                                           | Envision Virgin Racing                    | Pilota di sviluppo | Pilota di sviluppo | Pilota di sviluppo | Pilota di sviluppo | Pilota di sviluppo | Pilota di sviluppo | Pilota di sviluppo |
| 2021     | W Series                                            | Racing X                                  | 8                  | 3                  | 2                  | 4                  | 5                  | 132                | 2°                 |
| 2021–22  | Formula E                                           | Envision Racing                           | Pilota di sviluppo | Pilota di sviluppo | Pilota di sviluppo | Pilota di sviluppo | Pilota di sviluppo | Pilota di sviluppo | Pilota di sviluppo |
| 2022     | W Series                                            | Click2Drive Bristol Street Motors Racing  | 7                  | 1                  | 1                  | 1                  | 4                  | 86                 | 3°                 |
| 2022–23  | Formula E                                           | Envision Racing                           | Pilota di sviluppo | Pilota di sviluppo | Pilota di sviluppo | Pilota di sviluppo | Pilota di sviluppo | Pilota di sviluppo | Pilota di sviluppo |
| 2023–24  | Formula E                                           | Envision Racing                           | Pilota di sviluppo | Pilota di sviluppo | Pilota di sviluppo | Pilota di sviluppo | Pilota di sviluppo | Pilota di sviluppo | Pilota di sviluppo |

* Powell era pilota ospite, quindi non rilevante ai fini della classifica.

### Risultati completi in W Series[9]
| Stagione | Scuderia                     | 1       | 2     | 3       | 4       | 5     | 6     | 7     | 8     | Punti | Pos. |
| -------- | ---------------------------- | ------- | ----- | ------- | ------- | ----- | ----- | ----- | ----- | ----- | ---- |
| 2019     | Hitech GP                    | HOC 2   | ZOL 3 | MIS Rit | NOR Rit | ASS 2 | HAT 1 |       |       | 76    | 3°   |
| 2021     | Racing X                     | RED 1   | RED 8 | SIL 1   | HUN 2   | SPA 4 | ZAN 1 | AME 3 | AME 6 | 132   | 2°   |
| 2022     | Bristol Street Motors Racing | MAI Rit | MAI 2 | CAT 3   | SIL 14  | PAU 5 | HUN 1 | SIN 2 |       | 86    | 3°   |
| Legenda  |                              |         |       |         |         |       |       |       |       |       |      |